# 芒廷里特里特 (加利福尼亞州)
芒廷里特里特（英語：Mountain Retreat）是位於美國加利福尼亞州卡拉韋拉斯縣的一個非建制地區。該地的面積和人口皆未知。

## 地理
芒廷里特里特的座標為38°15′12″N 120°19′37″W / 38.25333°N 120.32694°W，而該地的平均海拔高度為1235米（即4052英尺）。